# Cord Automobile Company
Cord Automobile Company war ein US-amerikanischer Hersteller von Automobilen.

## Unternehmensgeschichte
Der Lehrer Glenn Pray gründete 1964 das Unternehmen in Tulsa in Oklahoma. Außerdem war er im Besitz der Namensrechte der Auburn-Cord-Duesenberg Corporation. Designer war Gordon Buehrig. Die Produktion von Automobilen begann. Der Markenname lautete Cord. 1966 oder 1967 endete die Produktion. 1967 folgte der Bankrott. Insgesamt entstanden 91 oder 97 Fahrzeuge.
Elfman Motors aus Philadelphia übernahm die Reste des Unternehmens, produzierte aber keine Fahrzeuge. 1968 erfolgte die Übernahme durch die Sports Automobile Manufacturing Company aus Mannford in Oklahoma.

## Fahrzeuge
Das erste Modell aus der Zeit von 1964 bis 1966 trug die Zusatzbezeichnung 810 bzw. 8/10 als Anspielung darauf, dass es eine 8:10-Verkleinerung eines historischen Fahrzeugs war, und den Modellnamen Sportsman. Es war eine Nachbildung des Cord 810 aus den 1930er Jahren. Einzige Karosserieform war ein zweitüriges und zweisitziges Cabriolet, für das auch ein Hardtop erhältlich war. Die Karosserie bestand aus Royalex-Kunststoff. Ein Sechszylinder-Boxermotor vom Chevrolet Corvair mit 87,4 mm Bohrung, 74,7 mm Hub, 2687 cm³ Hubraum und je nach Ausführung 110 PS bis 150 PS Leistung trieb die Vorderräder an. Das Fahrzeug war bei 254 cm Radstand 424,8 cm lang.
Eine Quelle nennt zusätzlich für die Zeit von 1966 bis 1967 die Nachbildung des Cord 812.